# Анастас Јовановић
Анастас Јовановић (Враца, 1817 —  Београд, 1. новембар (п. ст. кал.) 1899) био је српски уметник и први српски литограф и један од првих српских и светских фотографа. Био је савременик Луја Дагера и Талбота, ликовно образован, изразити романтичар, уметнички свестрана личност, ентузијаст, ванредно продуктиван са великим бројем сачуваних дела. Био поседник треће по реду произведене Фојгтлендерове камере (мада је прецизније рећи да је био корисник Фојклендерове камере модел Но. 3). Одани пријатељ и сарадник владарске породице Обреновића а у једном раздобљу и двороуправитељ кнеза Михаила. Оставио је за собом уметничко дело изузетно по вредности, разноврсности и обиму.

## Биографија
Анастас Јовановић се родио 1817. године у месту Враца у Шоплуку, тадашње Османско царство, данашња западна Бугарска. Његов отац Јован, као и његови стричеви, бавио се трговином. Основно школско знање добио је у родној Враци где је научио да чита од неког Србина из Панчева који се презивао Огњеновић. Затим се преселио у Србију где га је „учио неки господин који је био чиновник под Карађорђевом владом“, а затим је учио и код неког учитеља Мише. То је била једина српска школа у ондашњем Београду. Године 1831, после очеве смрти, прешла је у Београд и Анастасова мајка Марија која је потицала из најугледније куће у Врацу. Године 1832. почела је да ради у Београду Државна штампарија. Анастас је од почетка заинтересовано пратио шта се ту ради и привлачило га је све што се тамо збивало. Прво је започео да учи терзијски занат, а затим је био примљен да у Књажеско-сербској типографији учи за словоливца.
Године 1834. штампарија се преселила у Крагујевац, па је и Анастас тамо прешао. Пошто је био талентован цртач почео је да ради печате, прво за себе и другове, затим и званичне. Штампарија се поново преселила у Београд и тада Анастас скреће на себе пажњу кнеза Милоша који је наредио да се штампа Српски буквар. Буквар је био на време печатан и послат Кнезу у Крагујевац. Задовољан његовим радом, а пун разумевања за вредне и способне младе људе, кнез Милош га шаље у Беч, на (ликовну) Академију свете Ане, да учи бакрорез. Анастас је као један од питомаца кнеза Милоша добио Наставленије (упутство) од шест тачака младим људима које су кнез и српска влада слали у иностранство на студије. Ту је између осталог писало: да не забораве на жртве које чини отаџбина да би они учили у страним земљама, да не примају све туђе обичаје а забораве своју народност, већ да приме само оно што је најбоље, итд.
Пријемчив за све новине, Анастас је одмах отишао литографу Јохану Штадлеру, где је учио литографију (а по свему судећи ту је добио и прве поуке о дагеротипији). Већ 1840. почео је као први Србин да израђује уметничке литографије. Исте године појављују се његове прве литографије Доситеја и Мушицког, а затим Вука Караџића.
Те исте, 1840. године имао је у Бечу прилике да види технику снимања на металне плоче француског сликара и једног од изумитеља фотографије Луја Дагера. То је био први сусрет и додир Анастаса с фотографијом, техничким чудом прве половине XIX века. Њега је веома занимао тај проналазак, и запазио је да на друге студенте Академије фотографија није оставила утисак нити их је привукла. Уз материјалну помоћ свог заштитника и пријатеља Теодора Тирке купио је Фојгтлендерову камеру с објективом Јозефа Пецвала – модел Но. 3, која га је коштала 100 форинти. Анастас с поносом бележи у својој Аутобиографији, „да сам у целом славенском свету ја први који сам почео да се занимам фотографијом". (Касније историографска сазнања су показала да није био довољно добро обавештен, будући да је у словенском свету већ било фотографа пре њега!). Од тада па до смрти пратио је све проналаске и усавршавања у фотографији.
Када су Карађорђевићи дошли на власт 1842. године, Јовановић је изгубио стипендију. Од тада живи од литографије, у Бечу прави иконе православним Грцима и Цинцарима. И даље је остао веран Обреновићима. Кнезу Милошу био је при руци при некој операцији у Бечу, а са књазом Михаилом, његовим сином, виђао се готово свакодневно. Августа 1842. године Анастас је пратио кнеза Милоша на његовом путу по Чешкој и Немачкој. Тако се постепено учврстило велико и дугогодишње пријатељство између Анастаса и породице Обреновић. Анастас је био добар и са Његошем и у свом атељеу урадио је слику Владике. Увече је одлазио Владици, који му је читао свој рукопис Горског вијенца.
Јовановић је 1846. завршио Академију у Бечу (мада, истини за вољу, има извора који тврде баш супротно: да је напустио студије пре краја!). Пре тога је изучио два важна уметничка заната: литографски и фотографски. На тај начин он је постао први српски мајстор у тим дисциплинама.
По завршетку студија на бечкој сликарској академији 1846. године, Анастас живи веома динамично. То је и време када је отпочео свој велики политичко-просветитељски и уметнички подвиг с издавања дела „Споменици Србски” што је требало да буде српска историја у слици и речи, међутим, није могао да нађе одговарајуће текстове за своје слике.

## Литографије
Као одани пријатељ и сарадник Обреновића, по њиховом доласку у Србију он преузима значајне јавне функције. Наименовањем на положај управитеља двора кнеза Михаила 1861. године, достигао је највиши степен у својој друштвеној каријери. После убиства кнеза Михаила 1868. године, повукао се с положаја управитеља двора иако је био замољен да остане уз малолетног кнеза Милана. Од тада је живео повучено, у својој кући у Београду. Пратио је техничке новине и био међу првима у Србији који је у своју кућу увео телефон. Бавио се и усавршавањем микрофона. Умро је 1899. године у својој кући у Косовској улици бр. 25 у Београду, окружен својом децом. Његова кћи Катарина забележила је његове речи кратко време пред смрт: „Штета, штета! Све је било толико интересантно, све ме је толико интересовало, а сада је све прошло“.
По Андрији Торквату Брлићу, урадио је и портрет бана Јелачића.
Имао је синове Константина (1849−1923), Јована (1878−1943) и кћи Катарину (1869−1954). Његова сестра Катарина удата је 1851. за Николу Хаџи-Поповића и по њима је део Београда назван Хаџипоповац.
Анастасов син проф. др Јован Јовановић једини је имао потомке и сви су остали да живе у Швајцарској, у Санкт Галену: два сина која су умрла рано, један се такође звао Јован (1913−1946) доктор медицине, и ћерку Мару (1906−1993), кореограф, удату за Karl Gotthilf Kachler (1906−2000). Његов сарадник је био Јохан Бес.
Додељен му је Орден књаза Данила I.

## Галерија
- Срби око гуслара, литографија, 1848.
- Митрополит Петар Јовановић, 1850.
- Љубомир, син Аврама Петронијевића 1850.
- Портрет Стефана Првовенчаног, 1851.
- Илија Гарашанин, 1852.
- Портрет краља Милутина, 1852.
- Портрет Стефана Немање, 1852.
- Стеван Шупљикац, 1845.
- Портрет Његоша, 1852.
- Доситеј Обрадовић филозоф и списатељ српски
- Кнез Данило, 1853.
- Кнегиња Јулија Обреновић, литографија, 1854.
- Алекса Симић 1857.
- Милан М. Обреновић
- Света Тројица
- Портрет кнеза Михаила Обреновића
- Лукијан Мушицки
- Милош Обилић убија султана Мурата
- Косовска вечера, цртеж, Музеј града Београда
- Победа Краља Милутина над Татарима (1852)
- „Стефану Дечанском се враћа вид на крунисању“, литографија, 1852.
- Кнез Михаило говори члановима ДСС на првој седници 8. јуна 1842. године, после 1899.
- Михаило Обреновић (фотографија)
- Јунаштво Рајићево, литографија, 1848.
- Стефан Немања предаје са благословом владу српску сину свом Стефану Првовенчаном, 1848.
- Димитрије Аврамовић (1846)
- Венчање кнеза Михаила са Јулијом Хуњади, 1853.[11]
- Љубомир Ненадовић, портрет, 1851.
- Ђорђе II Бранковић последњии деспот српски, 1851.
- Патријарх Рајачић благосиља граничаре, 1848.
- Милица Стојадиновић Српкиња, 1850-51.
- Клеопатра Карађорђевић , талботипија, 1850.
- Миливоје Петровић Блазнавац, фотографија око 1850.